# Kerk in Nood

Logo

Kerk in Nood (ACN), eerder Kerk in Nood/Oostpriesterhulp, is een internationale katholieke hulporganisatie die via een netwerk van plaatselijke kerken hulp en bijstand biedt in verschillende gebieden van de wereld aan christenen. De organisatie werd in 1947 gesticht door Werenfried van Straaten, een Nederlandse norbertijn van de abdij van Tongerlo in België. De missie van Kerk in Nood is het ondersteunen van christenen die vervolgd of onderdrukt worden of in pastorale nood zijn. 
Kerk in Nood helpt de lokale Kerk – priesters, religieuzen en anderen – in tal van landen overal ter wereld de mensen ter plaatse te helpen. Ook worden vervolgde en onderdrukte christenen ondersteund. Particuliere donateurs uit tientallen landen maken dit hulpwerk mogelijk. De organisatie ontvangt geen subsidies van overheden.
Kerk in Nood (ACN) steunt jaarlijks zo'n 5000 projecten in ruim 130 landen: 
- Vorming van seminaristen
- Drukken en verspreiden van bijbels en andere religieuze literatuur
- Steun aan priesters en geestelijken in moeilijke omstandigheden
- Hulp aan vluchtelingen, drugsverslaafden en andere noodlijdenden
- Bouw en herbouw van kerken en kapellen
- Productie en uitzending van radio- en televisieprogramma’s.

Kerk in Nood is de Nederlandse en Belgische benaming van Aid to the Church in Need (ACN). In 1984 werd Kerk in Nood (ACN) verheven tot publieke, universele en van de H. Stoel afhankelijke vereniging. In december 2011, erkende paus Benedictus XVI het belang van het werk van Kerk in Nood (ACN) door de deze te verheffen tot Pauselijke Stichting van de Katholieke Kerk. Tegelijkertijd benoemde de paus de prefect van de Congregatie voor de Clerus, kardinaal Mauro Piacenza, tot voorzitter van de stichting. 
Op dit ogenblik heeft Kerk in Nood nationale kantoren in 23 landen in Europa, de Verenigde Staten, Canada, Zuid-Amerika, Azië en Australië. Onder andere Vic van Branteghem was directeur van de internationale informatiedienst. Het internationaal secretariaat is gevestigd in Königstein, nabij Frankfurt am Main. Het nationaal kantoor voor België is gelegen in de Abdij van Park bij Leuven. Het Nederlands secretariaat is gevestigd in 's-Hertogenbosch. 

## Rapporten
Kerk in Nood (ACN) is een van de twee instituten wereldwijd die iedere twee jaar een rapport uitgeeft over de vrijheid van godsdienst voor alle geloven in alle (196) landen ter wereld. In het andere jaar besteedt de katholieke stichting specifiek aandacht aan christenen die worden vervolgd vanwege hun geloof. Sinds 1999 werpt Kerk in Nood (ACN) zo iedere twee jaar licht op gebieden waar vervolging de rechten van individuen op vrijheid van godsdienst beperkt.

## Geschiedenis
De activiteiten van Kerk in Nood (ACN) begonnen in 1947, toen West-Europa overstroomd werd door honderdduizenden vluchtelingen en ontheemden. Het begon met het inzamelen van kleding en van voedsel; spoedig bleek de geestelijke nood onder de vluchtelingen veel groter te zijn dan de materiële problemen. Vanaf dat moment richtte de hulp zich op de ondersteuning van de pastorale activiteiten onder de vluchtelingen. Aanvankelijk beperkte deze hulp zich tot de kampen in het latere West-Duitsland. 
Vanaf 1956 (de Hongaarse Opstand) werd de steun uitgebreid naar de Kerken in Midden-Oosten en Oost-Europa. Sinds 1964 wordt – na een verzoek van de toenmalige paus – ook op grote schaal steun verleend aan de Kerk in de destijds zogenoemde Derde Wereld. Sinds haar ontstaan heeft de organisatie haar hulpverlening voortdurend uitgebreid:
- 1947: hulp aan Duitse Heimatvertriebenen (ontheemden) en andere slachtoffers van naoorlogse en oorlogsvervolging in Centraal-Europa
- 1952: hulp aan Oost-Europa en vervolgden uit de Sovjet-Unie
- 1961: hulp aan Azië
- 1962: hulp aan Latijns-Amerika
- 1965: hulp aan Afrika
- 1992: hulp aan de Russisch-orthodoxe Kerk en de armen in Rusland
- 2007: paus Benedictus XVI vraagt Kerk in Nood (ACN) haar werk in het Midden-Oosten te intensiveren

## Voorzitters
- 1947-1981: Werenfried van Straaten, o. praem.
- 1981-1985: Mgr. Henri Lemaître (België)
- 1985-1999: Roger Vekemans s.j. (België - Chili)
- 1999-2008: Hans-Peter Röthlin (Zwitserland)
- 2008-2011: pater Joaquín Alliende (Chili)
- 2011-2018: Johannes Heereman von Zuydtwyck (Duitsland)
- 2018-2023: Thomas Heine-Geldern (Duitsland)
- 2023-heden: Regina Lynch (Ierland)